# 三浦一水
三浦 一水 （みうら いっすい、1954年4月26日 - ）は、日本の政治家。元参議院議員（2期）。

## 人物
熊本県山鹿市生まれ。熊本県立済々黌高等学校を経て、1979年、早稲田大学商学部卒業。その後、南開大学留学。
1981年にソニー入社。1986年、退社。
1991年、熊本県議会議員初当選。同期当選に坂本哲志がいる。
1995年の第17回参議院議員通常選挙熊本県選挙区で初当選（無所属）。2000年、第2次森内閣で農林水産政務次官を務める。
2001年、第19回参議院議員通常選挙で再選（自民党）。2006年、第3次小泉改造内閣で農林水産副大臣を務める。
2007年、第21回参議院議員通常選挙で民主党の松野信夫に敗れる。熊本県選挙区で自民党公認候補が敗れるのは、1989年の第15回参議院議員通常選挙以来。
2008年、自民党を離党。
2009年、第45回衆議院議員総選挙に平沼グループに参加して熊本3区から出馬したが落選。
2024年、旭日重光章受章。

## 役職
- 1998年 - 参議院農林水産委員会筆頭理事。
- 1999年 - 自民党商工副部会長
- 2004年 - 自民党副幹事長

## 所属していた団体・議員連盟
- 神道政治連盟国会議員懇談会